# 澳門巴士3X特別班次
澳門巴士3X特別班次是由澳巴經營，由關閘直達亞馬喇前地的巴士路線。

## 簡介及歷史
- 2024年“五一”假期期間，由於訪澳旅客眾多導致使用公共巴士服務需求增加，澳巴獲交通事務局批准，在5月2-4日期間，本線臨時開設，由關閘總站開出，直達亞馬喇前地、新馬路後，按原線返回關閘總站。[1]

- 2024年在5月3日11:00左右，巴士電牌不再顯示3X特別班次，統一顯示為3X，在關閘總站開出的3X路線均以本線走向行駛，直至中午起回復原線。

- 2024年6月8日，本線重新命名為3T，並調整走線。

- 2024年9月15日，本線再次開設，取代3T路線。

| 開設日期及相關資料         |                  |                      |          |
| 服務日期                   | 原因             | 備註                 | 相關資料 |
| 2024年5月2至4日            | 勞動節假期       | 首次開設             |          |
| 2024年9月15至16日          | 中秋節前夕       | 再次開設，取代3T路線 |          |
| 2024年10月3至6日           | 中國國慶節       |                      |          |
| 2025年1月 例假日及公眾假期 | 農曆新年假期前夕 |                      | [ 2 ]    |
| 2025年1月30日至2月3日      | 農曆新年假期     |                      | [ 3 ]    |
| 2025年4月4日至5日          | 清明節假期       |                      | [ 4 ]    |

## 使用車輛
| 日期        | 使用車輛                                     |
| ----------- | -------------------------------------------- |
| 2024年5月   | 中通LCK6113SHEVG 宇通ZK6125NHG 宇通ZK6128HGE |
| 2024年9月   | 中通LCK6113SHEVG 宇通ZK6125NHG 宇通ZK6128HGE |
| 2024年10月  | 中通LCK6113SHEVG 宇通ZK6125NHG 宇通ZK6128HGE |
| 2025年1-2月 | 中通LCK6113SHEVG 宇通ZK6125NHG 宇通ZK6128HGE |

## 電牌
| 往亞馬喇前地方向                | 往亞馬喇前地方向              | 往亞馬喇前地方向 |
| 日期                            | 頭牌                          | 圖例             |
| ------------------------------- | ----------------------------- | ---------------- |
| 2024年五一、十一黃金週 特別班次 | 直達亞馬喇前地                |                  |
| 2024年五一、十一黃金週 特別班次 | 直達葡京、新馬路 （轉頁顯示） |                  |
| 2025年農曆新年 特別班次         | 一站直達亞馬喇前地            |                  |
| 往關閘方向                      |                               |                  |
| 日期                            | 頭牌                          | 圖例             |
| 開線至今                        | 關閘 通往拱北口岸             |                  |

## 路線資料

### 收費
「關閘總站」、「中區／殷皇子馬路」站之收費標準：

| 收費類別     | 收費類別                      | 收費類別             | 費用 |
| ------------ | ----------------------------- | -------------------- | ---- |
| 現金         | 現金                          | 現金                 | $6.0 |
| 境外支付工具 | 支付寶（內地及香港）          | 支付寶（內地及香港） | $6.0 |
| 境外支付工具 | 雲閃付 非綁定澳門銀聯卡       |                      | $6.0 |
| 境外支付工具 | 微信支付（內地及香港）        |                      | $6.0 |
| 境外支付工具 | 交通聯合 非澳門發行的全國通卡 |                      | $6.0 |
| 境內支付工具 | 澳門通                        | 全民卡               | $3.0 |
| 境內支付工具 | 澳門通                        | 學生卡               | $1.5 |
| 境內支付工具 | 澳門通                        | 長者卡               | 免費 |
| 境內支付工具 | 澳門通                        | 殘疾卡               | 免費 |
| 境內支付工具 | 聚易用＋                      | 聚易用＋             | $3.0 |

其他站點收費標準：

| 收費類別     | 收費類別                      | 收費類別             | 費用 |
| ------------ | ----------------------------- | -------------------- | ---- |
| 現金         | 現金                          | 現金                 | $6.0 |
| 境外支付工具 | 支付寶（內地及香港）          | 支付寶（內地及香港） | $6.0 |
| 境外支付工具 | 雲閃付 非綁定澳門銀聯卡       |                      | $6.0 |
| 境外支付工具 | 微信支付（內地及香港）        |                      | $6.0 |
| 境外支付工具 | 交通聯合 非澳門發行的全國通卡 |                      | $6.0 |
| 境內支付工具 | 澳門通                        | 全民卡               | $4.0 |
| 境內支付工具 | 澳門通                        | 學生卡               | $2.0 |
| 境內支付工具 | 澳門通                        | 長者卡               | 免費 |
| 境內支付工具 | 澳門通                        | 殘疾卡               | 免費 |
| 境內支付工具 | 聚易用＋                      | 聚易用＋             | $4.0 |

### 路線停站
| 3X 特別班次 Especial | 關閘 ↺ 亞馬喇前地 | 關閘 ↺ 亞馬喇前地  | 關閘 ↺ 亞馬喇前地       | 關閘 ↺ 亞馬喇前地 |
| 序號                 | 循環線            | 循環線             | 循環線                  | 循環線            |
| 序號                 | 站號              | 站名               | 出入境口岸／備註        |                   |
| 1                    | M1/7              | 關閘總站           | 關閘邊檢大樓            |                   |
| 2                    | M172/1            | 亞馬喇前地         |                         |                   |
| 3                    | M171/2            | 中區／殷皇子馬路   | 12:00後之班次停靠此站   |                   |
| 3                    | M134              | 新馬路／華僑       | 12:00前之班次不停靠此站 |                   |
| 4                    | M132/1            | 十六浦             |                         |                   |
| 5                    | M128              | 林茂／澳門遊艇會   |                         |                   |
| 6                    | M108/1            | 俾若翰街／綠楊花園 |                         |                   |
| 7                    | M60               | 青茂／何賢紳士馬路 | 青茂口岸                |                   |
| 8                    | M1/7              | 關閘總站           | 關閘邊檢大樓            |                   |

## 圖片集

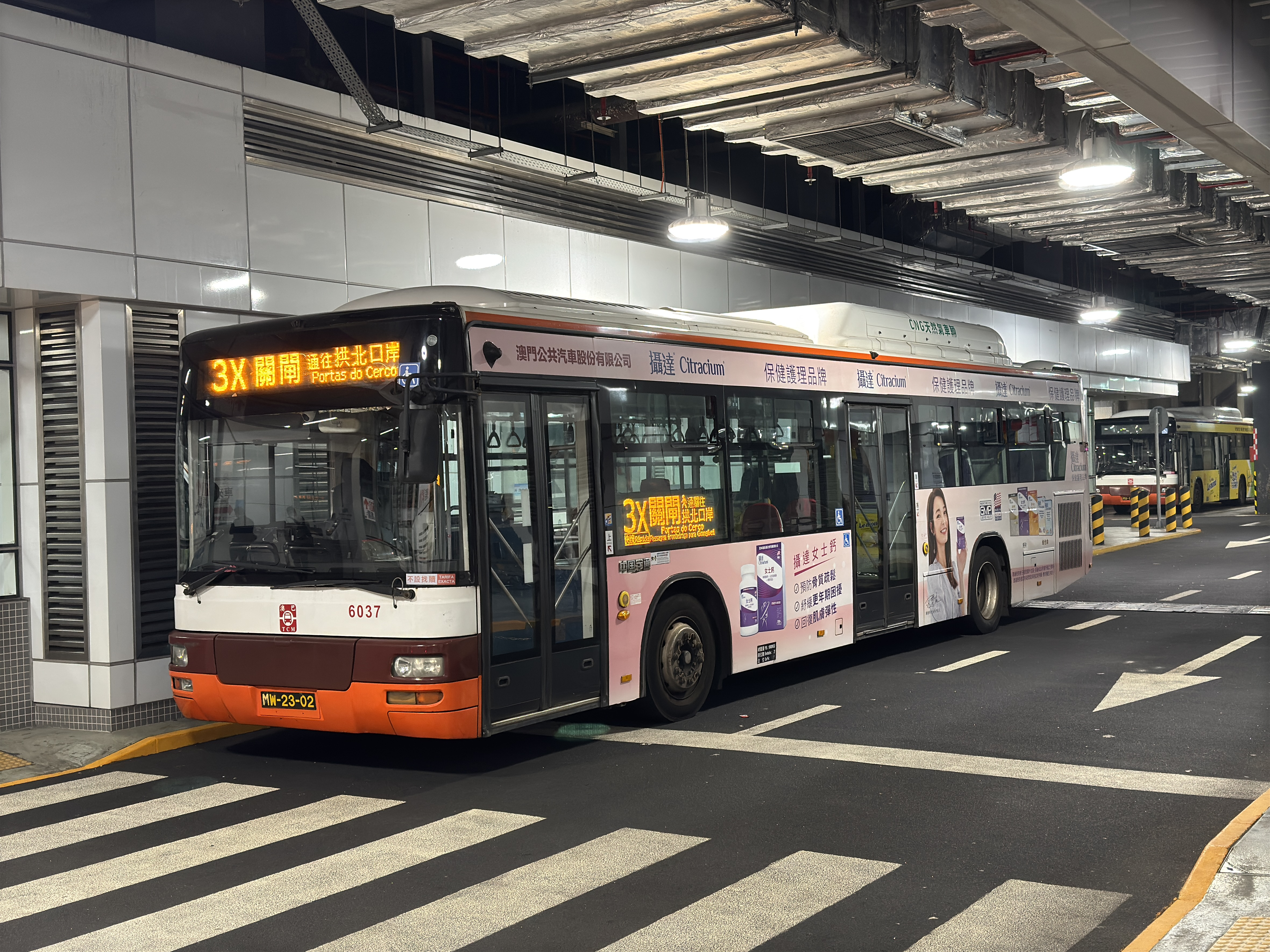
宇通ZK6128HNGE

## 批評

### 編號混亂問題
- 澳巴在2024年5月開設本線特別班次，該線存在收費不一致、在關閘排隊與本線與3路線重疊，走線與本線有所不同卻仍沿有相同編號令乘客誤解等問題，曾有人提出應給予獨立編號。[5]隨後澳巴在6月將3X特別班次定編為3T路線，同時修改回程路線，後因客量關係，在同年9月中秋節及10月黃金週再次回復3X特別班次，相關問題再度出現。[6]

- 2024年10月14日，有乘客反映，在十一黃金周，澳巴開設本線特別班次，由關閘至亞馬喇前地以一站直達方式行走，返回關閘則沿本線原線行駛，旨在吸引更多乘客並有效疏導人潮。然而，由於該特別班次，無論在關閘總站，以及巴士報站App上，均沒有顯示該線詳細資料，以及停靠站點等。因與本線有所不同，但在關閘總站候車時，卻安排在同一條排隊通道候車，儘管巴士公司在開出本線特別班次，不斷地重覆用廣東話及普通話雙語廣播提醒乘客，此線不經沙梨頭及十六浦，但對於外籍或習慣乘搭本線前往提督馬路至內港一帶的乘客而言，仍然會當作本線而上錯車。
  - 同時，本線特別班次開出後，巴士報站App上會一直顯示多輛巴士已開出前往關閘馬路，令關閘馬路至提督馬路一帶的乘客，誤以為馬上有更多行駛本線的巴士開出，而放棄乘坐眼前車廂相對擠逼的本線或3路線，這毫無疑問地向居民提供了錯誤的資訊；當該巴士回程由亞馬喇返回關閘段時，在巴士報站App上查詢，經常地一直顯示巴士仍在行駛至關閘馬路的中間位置。
  - 另外，本線特別班次的巴士在前往亞馬喇前地的路上，車廂會廣播不會前往的「關閘馬路」站，隨後一直不會進行報站廣播，乘客一般會透過地圖軟件實時追蹤查詢本線位置，以便得悉還有多遠才抵達目的地，但乘客無論透過巴士報站App、Google Map或高德地圖，其會顯示該線大幅度偏離原走線，令外地遊客產生搭錯車的疑惑。由於車廂沒有進行報站廣播，而駕駛巴士的司機亦沒有向乘客告知大三巴在哪一站落車，當巴士抵達亞馬喇前地站時，大量前往新馬路或大三巴的遊客卻誤以為抵達站點而提早了一站落車，對於首次訪澳遊客而言，需花費更長路程及時間才能前往大三巴。
  - 此外，本線特別班次在關閘總站實行站外收費，使用澳門通或MPay掃碼乘車，按3路線收費標準。然而回程至關閘時，則按快線標準收費。這出現了去程一站直達，比回程站站停的收費便宜的怪現象，對中途站上車居民造成不公平，亦不符合快線收費標準需收取4元之規定。

- 澳巴在個案跟進回應指因適逢十一黃金周假期，訪澳旅客激增，澳巴因應實際客流情況採取應急方案，安排本線部分巴士行駛特別班次，由關閘總站直達亞馬喇前地，以提高巴士運轉效率以及高效疏導乘客。與此同時，於特別班次開出前，澳巴亦會安排職員以告示牌及揚聲器提醒乘客該班次不到達昌明花園、提督馬路，以便乘客知悉有關特別安排。澳巴亦會檢討有關特別班次的車廂廣播及車載機設置安排，以讓車廂內乘客及中途站候車乘客獲取更準確資訊。另一方面，為加快乘客上車速度，經有關當局同意，澳巴在入境人流高峰時間，本線與3路線於關閘總站實施「上車前收費」措施。惟基於總站空間限制，兩條路線需於同一輪候隊伍排隊候車，故現場澳門通機統一以3路線進行收費，以保障享受車資優惠的乘客不會被多收車資。 除此之外，澳巴將持續深入研究有關巴士安排，結合實際營運情況，適時優化措施，冀日後同類節假日更好地服務廣大乘客。[7]

### 因總站問題暫無條件改新編號
- 3X特別班次去程走向與3X本線有較大差異，更像是一條全新的巴士路線。有市民曾多次反映3X特別班次的寫法容易誤導遊客或外籍人士的問題。現在該特別班次再次恆常化開辦，使問題再次浮現。 2024年6月，該線曾一度編號為3T路線，但後來又改回3X特別班次，這使乘客無法在任何資訊或巴士報站APP上獲得有關該特別班次的班次和路線資訊。
- 澳巴在個案跟進回應經研判關閘總站的候車上客空間及實際運作，暫無條件以新路線編號營運3X特別班次，故暫維持現行運作方式，即按實際客況需求發車。除了巴士車身指示牌會標示「特別班次」，澳巴亦會安排專責人員在特別班次上客時及開出前，加強向乘客提醒特別班次與正常班次之差異，以免有乘客錯誤乘搭。[8]

### 未提供詳盡路線資訊
- 3X特別班次沿線站點未提供詳盡路線資訊，乘客上車時需要詢問站長或車長，增加了他們的工作量並拖慢了上車速度。 有市民亦曾多次反映3X路線巴士特別班次應獨立設全新編號，這可減少出錯的機會， 提供乘客更便利的乘車體驗，使他們能透過巴士報站APP準確了解路線位置。[9]
- 澳巴在個案跟進回應指基於有關路線之特殊性，3X特別班次不停站直達亞馬喇前地，停靠的均為相關線路原有站點，加上並非常規路線，故無相對應路線圖。然而，澳巴已特別在車頭、車側及車尾清晰顯示特別班次及終點站資訊，同時安排大量駐站職員逐一向乘客講解該線目的地，開車前亦有再次確認，車長亦在到站時於車廂內向乘客作出提醒。[10]

### 錯誤顯示目的地
- 有市民表示在新年期間，事主不時在「十六浦」站見到相關車輛錯誤地顯示目的地方向，仍然繼續顯示「3X特別班次 一站直達亞馬喇前地」，而非顯示「3X 關閘」使該站乘客誤以為是另一條全新路線，而不敢乘車前往關閘方向。[11]

## 外部連結
- 澳門公共汽車股份有限公司（官方網站） （页面存档备份，存于）